# Tổng giáo phận Visakhapatnam
Tổng giáo phận Visakhapatnam (tiếng Telugu: విశాఖపట్నం ఆర్చ్డియోసెస్; tiếng Latinh: Archidioecesis Visakhapatnamensis) là một tổng giáo phận của Giáo hội Công giáo Rôma ở Ấn Độ.

## Lịch sử
- 16/3/1845: Hạt Đại diện Tông tòa phó Visakhapatnam được thành lập, tách ra từ Hạt Đại diện Tông tòa Madras.[1]
- 3/4/1850: Nâng cấp thành Hạt Đại diện Tông tòa Vizagapatam
- 1/9/1886: Nâng cấp thành Giáo phận Vizagapatam
- 21/10/1950: Đổi tên thành Giáo phận Visakhapatnam
- 16/10/2001: Nâng cấp thành Tổng giáo phận đô thành Visakhapatnam

### Dòng tu
- Dòng Trái Tim Vô Nhiễm Mẹ Maria (CMF) bắt đầu hoạt động trong giáo phận vào năm 1888.
- Vào năm 1845, Tòa Thánh ủy quyền cho Dòng Thánh Phanxicô thành Sales (MSFS) hoạt động trên một khu vực lớn trên miền Đông và miền Trung Ấn Độ với trụ sở đặt tại Visakhapatnam. Nhóm tu sĩ MSFS đầu tiên đã đến vùng duyên hải miền Đông Ấn Độ vào ngày 8/9/1845.
- Dòng Anh Em Hèn Mọn Capuchin đã mở một văn phòng ở Ấn Độ vào năm 1922, bắt đầu hoạt động tại đây.(Chinna Waltair)
- Dòng Tên (K.D. Peta)
- Dòng Thánh Vinh Sơn (C.M) (Ukkunagaram)

## Lãnh đạo
- Tổng giám mục Visakhapatnam
  - Prakash Mallavarapu; trước là Giám mục Giáo phận Vijayawada, Ấn Độ
  - Kagithapu Mariadas, M.S.F.S. (16/10/2001 – 3/7/2012); đã từ nhiệm
- Giám mục Visakhapatnam
  - Kagithapu Mariadas, M.S.F.S. (sau là Tổng giám mục) (10/9/1982 – 16/10/2001)
  - Ignatius Gopu, M.S.F.S. (4/10/1966 – 2/8/1981)
  - Joseph-Alphonse Baud, M.S.F.S. (21/10/1950 – 4/10/1966)
- Giám mục Vizagapatam
  - Joseph-Alphonse Baud, M.S.F.S. (23/3/1947 – 21/10/1950)
  - Pierre Rossillon, M.S.F.S. (18/6/1926 – 22/3/1947)
  - Jean-Marie Clerc, M.S.F.S. (19/2/1891 – 18/6/1926)
  - Jean Marie Tissot, M.S.F.S. (1/9/1886 – 1890)
- Đại diện Tông tòa
  - Jean Marie Tissot, M.S.F.S. (1862 – 1/9/1886)
  - Theophile Sebastian Neyret, M.S.F.S. (3/4/1850–5/11/1862)
- Phó Đại diện Tông tòa
  - Đ.c. Theophile Sebastian Neyret, M.S.F.S. (1847 – 3/4/1850)
  - Đ.c. Jacques Henri Gailhot, (16 March 1845 – 1847)

## Giáo phận trực thuộc
- Giáo phận Eluru
- Giáo phận Guntur
- Giáo phận Nellore
- Giáo phận Srikakulam
- Giáo phận Vijayawada